# Sprötau
Sprötau település Németországban, azon belül Türingiában. Lakosainak száma 799 fő (2023. december 31.). Sprötau Sömmerda, Vogelsberg, Vippachedelhausen és Schloßvippach községekkel határos.

## Népesség
A település népességének változása:
| Lakosok száma | 828  | 778  | 786  | 849  | 799  |
|               | 2017 | 2019 | 2021 | 2022 | 2023 |